# Simon Newcomb
Simon Newcomb (Wallace, Nova Škotska, 12. ožujka 1835. – Washington, 11. srpnja 1909.), američki astronom kanadskog podrijetla. Bio je profesor astronomije i matematike na Sveučilištu Johns Hopkins. Istraživao gibanje Mjeseca i odredio točne vrijednosti niza osnovnih astronomskih konstanti. Poznat je po vrlo točnim tablicama gibanja planeta, Mjeseca i zvijezda. Zajedno s A. A. Michelsonom mjerio je brzinu svjetlosti. Godine 1879. pokrenuo je časopis Astronomical Paper u kojem je objavio većinu radova. Bavio se finacijama i političkom ekonomijom, napisao znanstvenofantastični roman i autobiografiju.

## Djela
- Popularna astronomija (eng. Popular Astronomy, 1878.),
- Načela političke ekonomije (eng. Principles of Political Economy, 1885.),
- Zvijezde (eng. The Stars, 1901.),
- Astronomija za svakoga (eng. Astronomy for Everybody, 1902.),
- Sjećanja astronoma (eng. The Reminiscences of an Astronomer, 1903.),
- Priručnik sferne astronomije (eng. A Compendium of Spherical Astronomy, 1906.).